# Karl Novak
Karl, Karlo I. Novak (ur. 1905 w Puli, zm. 1975 w Atenach) – jugosłowiański wojskowy w randze majora, przywódca Błękitnej Gwardii podczas II wojny światowej.

## Życiorys
W okresie międzywojennym służył w armii jugosłowiańskiej, dochodząc do stopnia majora. Podczas ataku wojsk niemieckich na Jugosławię w kwietniu 1941, pełnił funkcję szefa sztabu Triglavskiego Oddziału Górskiego w składzie 7. Armii. Po zakończeniu wojny i zajęciu Słowenii przez Włochów stanął na czele kolaboracyjnych oddziałów słoweńskich czetników, podporządkowanych płk. Dragoljubowi Mihailoviciowi.
Po ogłoszeniu rozejmu przez władze włoskie opuścił Słowenię pod koniec września 1943, przybywając z pomocą chorwackich Ustaszy do Rzymu. Po zakończeniu wojny pracował w Grecji dla brytyjskiego wywiadu, a następnie CIA.